# Jeremy Evans
Jeremy Evans (Crossett, 24 ottobre 1987) è un cestista statunitense.

## Carriera
Gran parte della sua parentesi in NBA si sviluppa con Utah Jazz, con cui gioca dal 2010 al 2015. Le sue doti di schiacciatore gli permettono di partecipare allo Slam Dunk Contest nell'NBA All-Star Weekend 2012 di Orlando, competizione che si è poi aggiudicato. Durante la stagione 2015-2016 scende in campo con i Dallas Mavericks, prima di proseguire la carriera tra G League ed Europa.
Il 24 febbraio 2021 l'Olimpia Milano annuncia di aver firmato un contratto fino al termine della stagione con il cestista, utilizzabile però solo in Eurolega.

## Statistiche

### College
| Anno      | Squadra         | PG  | PT  | MP   | TC%  | 3P%  | TL%  | RP  | AP  | PRP | SP  | PP   |
| --------- | --------------- | --- | --- | ---- | ---- | ---- | ---- | --- | --- | --- | --- | ---- |
| 2006-2007 | WKU Hilltoppers | 32  | 30  | 21,0 | 64,4 | 100  | 67,1 | 5,7 | 0,5 | 0,6 | 1,4 | 7,0  |
| 2007-2008 | WKU Hilltoppers | 34  | 33  | 21,1 | 62,5 | 42,1 | 64,2 | 5,2 | 0,6 | 0,5 | 1,5 | 5,9  |
| 2008-2009 | WKU Hilltoppers | 34  | 33  | 25,3 | 63,4 | 0,0  | 72,2 | 5,7 | 0,3 | 0,6 | 2,0 | 8,8  |
| 2009-2010 | WKU Hilltoppers | 34  | 34  | 26,5 | 64,9 | 25,0 | 68,8 | 6,9 | 0,7 | 0,8 | 1,8 | 10,0 |
| Carriera  | Carriera        | 134 | 130 | 23,5 | 63,9 | 36,4 | 68,4 | 5,9 | 0,5 | 0,6 | 1,7 | 7,9  |

### NBA

#### Regular Season
| Anno      | Squadra          | PG  | PT | MP   | TC%  | 3P%  | TL%  | RP  | AP  | PRP | SP  | PP  |
| --------- | ---------------- | --- | -- | ---- | ---- | ---- | ---- | --- | --- | --- | --- | --- |
| 2010-2011 | Utah Jazz        | 49  | 3  | 9,4  | 66,1 | 0,0  | 70,3 | 2,0 | 0,5 | 0,3 | 0,3 | 3,6 |
| 2011-2012 | Utah Jazz        | 29  | 0  | 7,5  | 64,3 | 0,0  | 50,0 | 1,7 | 0,4 | 0,2 | 0,8 | 2,1 |
| 2012-2013 | Utah Jazz        | 37  | 0  | 5,8  | 61,4 | 0,0  | 63,6 | 1,6 | 0,3 | 0,2 | 0,4 | 2,0 |
| 2013-2014 | Utah Jazz        | 66  | 4  | 18,3 | 52,7 | 0,0  | 68,0 | 4,7 | 0,7 | 0,6 | 0,7 | 6,1 |
| 2014-2015 | Utah Jazz        | 38  | 0  | 7,0  | 55,2 | 40,0 | 82,8 | 1,9 | 0,3 | 0,3 | 0,3 | 2,4 |
| 2015-2016 | Dallas Mavericks | 30  | 2  | 8,4  | 54,2 | 25,0 | 71,4 | 1,8 | 0,1 | 0,2 | 0,3 | 2,4 |
| 2017-2018 | Atlanta Hawks    | 1   | 0  | 5,0  | 100  | -    | -    | 1,0 | 0,0 | 0,0 | 0,0 | 2,0 |
| Carriera  | Carriera         | 250 | 9  | 10,5 | 56,9 | 23,1 | 68,7 | 2,6 | 0,4 | 0,4 | 0,5 | 3,5 |

#### Playoffs
| Anno     | Squadra   | PG | PT | MP  | TC% | 3P% | TL% | RP  | AP  | PRP | SP  | PP  |
| -------- | --------- | -- | -- | --- | --- | --- | --- | --- | --- | --- | --- | --- |
| 2012     | Utah Jazz | 2  | 0  | 3,5 | 0,0 | -   | 100 | 1,5 | 0,5 | 0,5 | 0,0 | 1,0 |
| Carriera | Carriera  | 2  | 0  | 3,5 | 0,0 | -   | 100 | 1,5 | 0,5 | 0,5 | 0,0 | 1,0 |

### G League
| Anno      | Squadra       | PG | PT | MP   | TC%  | 3P%  | TL%  | RP   | AP  | PRP | SP  | PP   |
| --------- | ------------- | -- | -- | ---- | ---- | ---- | ---- | ---- | --- | --- | --- | ---- |
| 2010-2011 | Utah Flash    | 2  | 2  | 32,0 | 52,9 | -    | 60,0 | 8,5  | 3,5 | 0,5 | 3,5 | 10,5 |
| 2015-2016 | Texas Legends | 4  | 4  | 35,8 | 50,0 | 38,9 | 72,7 | 9,0  | 1,0 | 1,5 | 0,5 | 16,8 |
| 2017-2018 | Erie BayHawks | 39 | 37 | 30,7 | 61,8 | 31,2 | 77,4 | 10,0 | 1,3 | 0,9 | 1,3 | 15,3 |
| Carriera  | Carriera      | 45 | 43 | 31,3 | 60,0 | 33,7 | 76,5 | 9,8  | 1,4 | 1,0 | 1,3 | 15,2 |

### Eurolega
| Anno      | Squadra        | PG | PT | MP   | TC%  | 3P%  | TL%  | RP  | AP  | PRP | SP  | PP  |
| --------- | -------------- | -- | -- | ---- | ---- | ---- | ---- | --- | --- | --- | --- | --- |
| 2018-2019 | Darüşşafaka    | 27 | 25 | 26,0 | 56,7 | 37,9 | 69,0 | 5,9 | 0,8 | 0,7 | 1,2 | 9,7 |
| 2019-2020 | Chimki         | 21 | 1  | 20,3 | 59,4 | 43,8 | 74,3 | 4,4 | 0,8 | 0,6 | 0,6 | 8,5 |
| 2020-2021 | Olimpia Milano | 11 | 1  | 10,4 | 59,1 | 25,0 | 50,0 | 3,1 | 0,0 | 0,3 | 0,2 | 2,8 |
| 2021-2022 | Panathīnaïkos  | 32 | 13 | 16,2 | 60,4 | 50,0 | 75,8 | 3,0 | 0,3 | 0,4 | 0,5 | 5,5 |
| Carriera  | Carriera       | 91 | 40 | 19,3 | 58,5 | 40,8 | 71,2 | 4,2 | 0,5 | 0,5 | 0,7 | 7,1 |

### Eurocup
| Anno      | Squadra  | PG | PT | MP   | TC%  | 3P%  | TL%  | RP  | AP  | PRP | SP  | PP  |
| --------- | -------- | -- | -- | ---- | ---- | ---- | ---- | --- | --- | --- | --- | --- |
| 2016-2017 | Chimki   | 2  | 0  | 15,5 | 58,3 | 0,0  | 50,0 | 4,0 | 0,5 | 0,0 | 0,0 | 8,0 |
| 2022-2023 | Paris    | 13 | 11 | 25,0 | 53,3 | 26,1 | 72,7 | 5,7 | 0,8 | 0,8 | 1,0 | 8,5 |
| Carriera  | Carriera | 15 | 11 | 23,7 | 54,0 | 25,0 | 70,3 | 5,5 | 0,8 | 0,7 | 0,9 | 8,4 |

## Palmarès
- Supercoppa greca: 1

Panathīnaïkos: 2021
- West Asia Super League: 1

Al Manama: 2023